# Ara (unità di misura)

Ettari e are

L'ara (simbolo a, in qualche testo si trova anche il termine "aro") è un'unità di misura dell'area pari a 1 decametro quadrato (ovvero 100 metri quadrati) o 0,0001 chilometri quadrati, cioè all'area di un quadrato con lato lungo 10 metri (1 decametro). Non è un'unità riconosciuta dal Sistema internazionale di unità di misura, dove al suo posto si usa il decametro quadrato (dam²). Viene ufficialmente utilizzata dall'Agenzia del territorio italiana (dal 2012 incorporata nell'Agenzia delle entrate) per misurare la superficie dei terreni ai fini catastali e fiscali.
L'ara è un sottomultiplo dell'ettaro e un multiplo della centiara. Un'ara equivale a:
- 100 centiare (ca)
- 0,01 ettari (ha)

Ad esempio, 1,5642 ettari corrispondono a 1 ettaro, 56 are e 42 centiare. Spesso vengono scritti come ha.a.ca. Nell'esempio precedente, quindi, 01.56.42

## Equivalenze con unità del Sistema Internazionale
In rapporto alle unità di misura del Sistema internazionale di unità di misura, un'ara equivale a:
- 100 metri quadrati (m²)[1]
- 1 decametro quadrato (dam²)
- 0,01 ettometri quadrati (hm²)
- 0,0001 chilometri quadrati (km²)